# Campionato mondiale femminile di pallamano 1957
Il campionato mondiale femminile di pallamano 1957 è stato la prima edizione del massimo torneo di pallamano per squadre nazionali femminili, organizzato dalla International Handball Federation (IHF). Il torneo si è disputato dal 13 al 20 luglio 1957 in Jugoslavia, negli impianti di Virovitica (Croazia) e di Belgrado (Serbia). Vi hanno preso parte nove rappresentative nazionali. Il torneo è stato vinto dalla Cecoslovacchia, che in finale ha superato l'Ungheria.

## Formato
Le nove nazionali partecipanti sono state suddivise in tre gironi da tre squadre ciascuno. Le prime due classificate di ciascun girone accedono al turno principale, nel quale sono divise in due gironi da tre squadre ciascuno. Le prime classificate accedono alla finale per la conquista del titolo; le seconde classificate si affrontano per il terzo posto e le terze classificate si affrontano per il quinto posto. Le squadre classificate al terzo posto nel turno preliminare si affrontano in un girone da tre per definire i piazzamenti finali.

## Nazionali partecipanti
- Danimarca
- Austria
- Romania
- Cecoslovacchia
- Ungheria
- Svezia
- Jugoslavia
- Germania Ovest
- Polonia

## Turno preliminare

### Girone A

#### Classifica
| Pos. | Squadra   | Pt | G | V | N | P | GF | GS | DR  |
| ---- | --------- | -- | - | - | - | - | -- | -- | --- |
| 1.   | Danimarca | 4  | 2 | 2 | 0 | 0 | 15 | 5  | +10 |
| 2.   | Austria   | 2  | 2 | 1 | 0 | 1 | 7  | 10 | -3  |
| 3.   | Romania   | 0  | 2 | 0 | 0 | 2 | 2  | 9  | -7  |

#### Risultati
| 13 luglio 1957 | Austria | 3 – 1 (1-1) | Romania |  |

| 14 luglio 1957 | Danimarca | 9 – 4 (5-3) | Austria |  |

| 15 luglio 1957 | Danimarca | 6 – 1 (0-0) | Romania |  |

### Girone B

#### Classifica
| Pos. | Squadra        | Pt | G | V | N | P | GF | GS | DR |
| ---- | -------------- | -- | - | - | - | - | -- | -- | -- |
| 1.   | Cecoslovacchia | 4  | 2 | 2 | 0 | 0 | 13 | 8  | +5 |
| 2.   | Ungheria       | 2  | 2 | 1 | 0 | 1 | 13 | 10 | +3 |
| 3.   | Svezia         | 0  | 2 | 0 | 0 | 2 | 6  | 14 | -8 |

#### Risultati
| 13 luglio 1957 | Ungheria | 9 – 2 (5-0) | Svezia |  |

| 14 luglio 1957 | Cecoslovacchia | 5 – 4 (2-2) | Svezia |  |

| 15 luglio 1957 | Cecoslovacchia | 8 – 4 (3-2) | Ungheria |  |

### Girone C

#### Classifica
| Pos. | Squadra        | Pt | G | V | N | P | GF | GS | DR  |
| ---- | -------------- | -- | - | - | - | - | -- | -- | --- |
| 1.   | Jugoslavia     | 4  | 2 | 2 | 0 | 0 | 18 | 9  | +9  |
| 2.   | Germania Ovest | 2  | 2 | 1 | 0 | 1 | 13 | 11 | +2  |
| 3.   | Polonia        | 0  | 2 | 0 | 0 | 2 | 7  | 18 | -11 |

#### Risultati
| 13 luglio 1957 | Jugoslavia | 11 – 3 (5-0) | Polonia |  |

| 14 luglio 1957 | Jugoslavia | 7 – 6 (4-3) | Germania Ovest |  |

| 15 luglio 1957 | Germania Ovest | 7 – 4 (3-1) | Polonia |  |

## Turno principale

### Girone I

#### Classifica
| Pos. | Squadra    | Pt | G | V | N | P | GF | GS | DR |
| ---- | ---------- | -- | - | - | - | - | -- | -- | -- |
| 1.   | Ungheria   | 3  | 2 | 1 | 1 | 0 | 15 | 9  | +6 |
| 2.   | Jugoslavia | 2  | 2 | 1 | 0 | 1 | 14 | 17 | -3 |
| 3.   | Danimarca  | 1  | 2 | 0 | 1 | 1 | 12 | 15 | -3 |

#### Risultati
| 17 luglio 1957 | Ungheria | 5 – 5 (4-2) | Danimarca |  |

| 18 luglio 1957 | Ungheria | 10 – 4 (5-1) | Jugoslavia |  |

| 19 luglio 1957 | Jugoslavia | 10 – 7 | Danimarca |  |

### Girone II

#### Classifica
| Pos. | Squadra        | Pt | G | V | N | P | GF | GS | DR  |
| ---- | -------------- | -- | - | - | - | - | -- | -- | --- |
| 1.   | Cecoslovacchia | 4  | 2 | 2 | 0 | 0 | 22 | 7  | +15 |
| 2.   | Germania Ovest | 2  | 2 | 1 | 0 | 1 | 14 | 18 | -4  |
| 3.   | Austria        | 0  | 2 | 0 | 0 | 2 | 11 | 22 | -11 |

#### Risultati
| 17 luglio 1957 | Cecoslovacchia | 12 – 3 (5-1) | Austria |  |

| 18 luglio 1957 | Germania Ovest | 10 – 8 (6-4) | Austria |  |

| 19 luglio 1957 | Cecoslovacchia | 10 – 4 (5-3) | Germania Ovest |  |

### Girone per il piazzamento

#### Classifica
| Pos. | Squadra | Pt | G | V | N | P | GF | GS | DR |
| ---- | ------- | -- | - | - | - | - | -- | -- | -- |
| 7.   | Polonia | 4  | 2 | 2 | 0 | 0 | 7  | 1  | +6 |
| 8.   | Svezia  | 2  | 2 | 1 | 0 | 1 | 3  | 5  | -2 |
| 9.   | Romania | 0  | 2 | 0 | 0 | 2 | 1  | 5  | -4 |

#### Risultati
| 17 luglio 1957 | Polonia | 4 – 1 | Svezia |  |

| 18 luglio 1957 | Svezia | 2 – 1 | Romania |  |

| 20 luglio 1957 | Polonia | 3 – 0 | Romania |  |

## Fase finale

### Finale 5º posto
| Belgrado 20 luglio 1957 | Danimarca | 10 – 6 (3-3) | Austria |  |

### Finale 3º posto
| Belgrado 20 luglio 1957 | Jugoslavia | 9 – 6 (4-4) | Germania Ovest |  |

### Finale
| Belgrado 20 luglio 1957 | Cecoslovacchia | 7 – 1 (3-1) | Ungheria |  |

## Classifica finale
| Pos.    | Nazione        |
| ------- | -------------- |
| Oro     | Cecoslovacchia |
| Argento | Ungheria       |
| Bronzo  | Jugoslavia     |
| 4       | Germania Ovest |
| 5       | Danimarca      |
| 6       | Austria        |
| 7       | Polonia        |
| 8       | Svezia         |
| 9       | Romania        |